# 龔伯寧
龔伯寧（15世紀—1590年代），字文卿，湖廣武昌府崇陽縣人，明朝政治人物。

## 生平
龔伯寧是成化十九年（1483年）的舉人，次年（1484年）聯捷進士，獲授新昌知縣，處事廉明、發奸摘伏，在當地勸農桑，又開鑿天寶山引水灌溉土地，人們都佩服他。之後他得推舉卓異，入朝述職時在北京去世，新昌人思慕他，私諡為端節，又上請特建祠在縣左，題為：「國朝第一愛民父母龔公端節之祠」，入祀名宦祠和鄉賢祠，有《遺草子湜》流傳。
兒子龔湜，中嘉靖八年進士。

## 引用
1. 1 2  同治《崇陽縣志·卷七·選舉》：龔伯甯，成化甲辰進士，知新昌縣，公廉明介芟，強息訟勸，課農桑、鑿天寶山引水灌田甚廣。舉卓異入覲沒都下，民思之私諡端節，祀名宦，又請特建祠縣左，標曰：「國朝第一愛民父母龔公端節之祠」崇祀鄉賢，所著有《遺草子湜》。……明舉人一百一十九人……成化起……龔伯甯 進士，癸卯亞元
2. ↑  同治《【江西】新昌縣志·卷九·職官志》：龔伯甯，字文卿，崇陽人，成化間知縣，植弱鋤強、釐奸摘伏，人服其明，正疆界、興水利，人被其澤，以述職卒於京，士民特祀之。 舊志